# Clifton Chenier
Clifton Chenier fue un acordeonista, cantante y armonicista estadounidense de zydeco, nacido en Opelousas, Luisiana, el 25 de junio de 1925, y fallecido en Lafayette, el 12 de diciembre de 2011.

## Historial
Dedicado durante su juventud al campo, como aparcero, actuaba en bailes locales de su zona. No obtuvo repercusión hasta comienzo de los años 50, cuando grabó una serie de discos para el productor Jay Miller, como Cliston Blues (1954), junto con su primo Morris Chenier, guitarrista. Estos discos le proporcionaron un contrato con Chris Strachwitz, el propietario del sello Arhoolie Records, quien lo lanzó mediante la edición de singles bailables para jukebox.
En 1956, se trasladó a Houston (Texas), donde tuvo un gran éxito en las salas de baile cajún de la zona. Su banda se estableció como arquetipo del zydeco: Lonessome Sundown y Phillip Walker, guitarras; John Hart, saxo tenor; su hermano Cleveland Chenier, tabla de lavar (rubboard); más un batería y, en ocasiones, un pianista.
Logró un éxito internacional, especialmente con su disco Bogalusa Zydeco, que le llevó a giras por Europa y Japón. Otros discos importantes en su carrera, fueron Louisiana Blues (1965) cantado en un acentuado patois, Jambalayá (1975), grabado en directo en el Festival de Montreux, etc.

## Estilo
El éxito del zydeco se debe, en buena parte, a la obra de Chenier, cuyo repertorio estaba repleto de blues, valses, rock, two-steps... Su control sobre el acordeón era completo, rebosante de swing y, al cantar, mezclaba el inglés y el francés, en la tradición acadiense, con su potente y ronca voz.
Chenier introdujo, además, un cambio importante respecto a la tradición cajun, sustituyendo el acordeón diatónico simple de botones alemán, de cuatro llaves en do, por el  acordeón cromático a piano moderno, que le permitió tocar blue notes. Estableció, además, una línea predominante en el desarrollo del zydeco, a la vez comercial y respetada, que marcó las dos décadas siguientes y le valió el sobrenombre de Rey del Zydeco.

## Discografía
- Clifton's Blues (Elko Records), 1954
- Bon Ton Roulet ! (Arhoolie Records), 1967
- Frenchin' The Boogie (Blue Star), 1976
- Boogie in Black and White, con el músico  swamp rock Rod Bernard (Jin Records), 1976
- Boogie & Zydeco (Sonet Records SNTF 801), 1979
- I'm Here (Alligator Records), 1982